# Christian Maclagan
Christian Maclagan (* 1811 in Baehead bei Denny, Falkirk; † 10. Mai 1901 in Ravencroft, Stirling) war eine schottische Altertumsforscherin und wahrscheinlich die erste weibliche Archäologin in Großbritannien. Ihr wurde aber die Vollmitgliedschaft in der Gesellschaft der Antiquaren von Schottland verweigert, weil sie eine Frau war.

## Leben

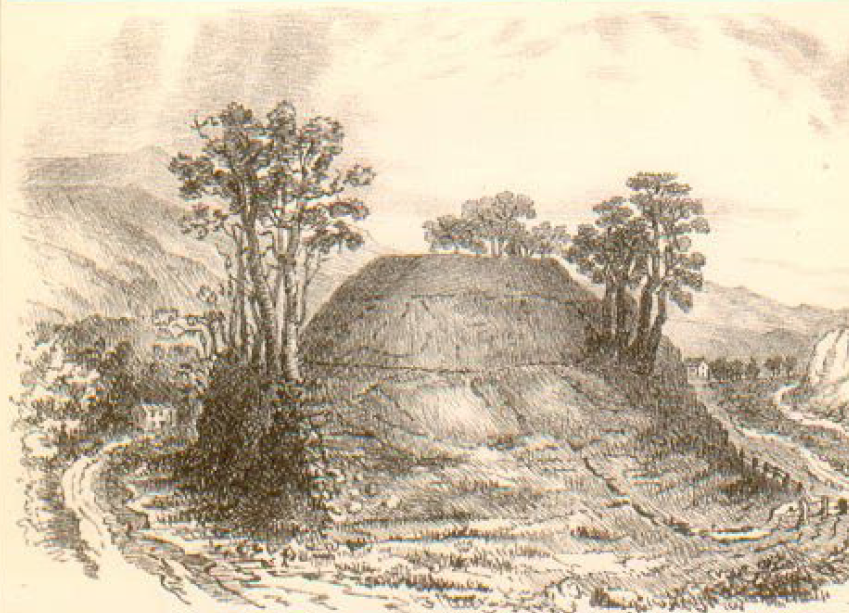
Christian Maclagan: Zeichnung des Keir Hill, Gargunnock, etwa 1870

Christian Maclagan war die Tochter des Brenners und Chemikers George Maclagan und von Janet Colville. Geboren wurde sie auf der Familienfarm in Braehead bei Denny. Ihr Vater starb 1818, ebenso ihr Großvater väterlicherseits, Frederick Maclagan, Gemeindepfarrer in Melrose, und ihre Mutter zog mit der Familie nach Stirling in ein Haus in Pitt Terrace, einen wohlhabenden Teil der Stadt nahe den modernen Stirling Council Büros.
Ihre Mutter starb 1858 und bis zu dieser Zeit engagierte sich Christian Maclagan in philanthropischen Aktivitäten wie der Verbesserung der Lebensbedingungen in den Slums von Stirling, der Gründung einer Sonntagsschule und dem Unterhalt einer öffentlichen Bibliothek. Nach der Spaltung der Church of Scotland 1843, der sogenannten „disruption“, trat sie der Free Church of Scotland bei und finanzierte 1865 den Bau einer neuen Kirche. Ihre Beziehung zur Free Church verschlechterte sich in den 1870er Jahren und sie klagte erfolgreich auf Rückgabe der Kirche, welche sie danach der etablierten Church of Scotland schenkte. Anscheinend erhielt sie etwa zu der Zeit, als ihre Mutter starb, ein Erbteil von einem ihrer Brüder, was ihr einen gewissen Wohlstand verlieh. Nach ihrem Tod wurde ihr Vermögen auf 3100 Pfund Sterling geschätzt.
Sie war hochgebildet, beherrschte Latein, Französisch, Altgriechisch und Gälisch – ihr Großvater väterlicherseits hatte sich an einer Übersetzung der Bibel ins Gälische versucht. Sie sprach auch etwas Italienisch und war eine talentierte Zeichnerin.

### Archäologie
Maclagan stellte die Theorie auf, dass die megalithischen Steinkreise und Großsteingräber Überreste von Häusern und Befestigungen seien. Zu dieser Zeit war der Unterschied zwischen Wheelhouses und Steinkreisen nicht immer ganz klar, zudem gibt es neolithische Anlagen, die in der Eisenzeit oder dem Frühmittelalter umgebaut wurden, wie Clettraval auf North Uist, die Annahme ist also nicht so unwahrscheinlich, wie sie zuerst scheinen mag. Maclagan glaubte, eine akademische Untersuchung all dieser Stätten werde eine Botschaft offenlegen, durch die archäologische „Sprache“ hindurch, die für diese Untersuchungen benötigt wird. Sie entwickelte eine spezielle Methode, Abklatsche von Steinskulpturen anzufertigen und fertigte hunderte von Abklatschen (rubbings) bearbeiteter Steine von verschiedenen Fundstätten an, diese wurden auf ihre eigenen Kosten veröffentlicht. Darunter sind auch einige der frühesten, die in den Wemyss Caves gemacht wurden. Ihr vielleicht größter Beitrag für die Nachwelt war ihre akribische Sammlung von Abklatschen von Keltenkreuzen und piktischen Symbolsteinen, die sie ab etwa 1850 anfertigte.
Eines ihrer Hauptinteressen waren die schottischen Brochs. Sie untersuchte 1870 den Broch von Livilands in Stirling. Sie dokumentierte als einer der ersten die Schichtenfolge der Ausgrabung.

### Späte Jahre
Als Frau konnte Maclagan nicht Mitglied der Society of Antiquaries of Scotland werden, sondern lediglich Lady Associate. Als solche konnte nicht offiziell bei der Society publizieren und benötigte einen Mann, der ihre Arbeiten unter seinem Namen veröffentlichte. Als Folge davon sandte sie ihre Abklatsche an das British Museum. 1888 und 1901 wurden ihre Abklatsche auf der Glasgow Exhibition ausgestellt. Das Smith Museum in Stirling besitzt eines ihrer Modelle eines Broch-Turms.
Sie verstarb in Ravenscroft, Stirling, ihr Grab befindet sich auf dem alten Stadtfriedhof von Stirling.
Die unverhohlene Frauenfeindlichkeit mag dazu geführt haben, dass ihre Arbeit übersehen und eine ihrer Schlüsselentdeckungen, Livilands Broch, verloren ging. Die Ablehnung ihrer Ansichten könnte mit den frauenfeindlichen Ansichten ihrer Zeit zusammenhängen oder mit den anthropologischen Kommentaren, die Maclagan zu ihren archäologischen Studien machte. Ihr Biograpf A. Millar bezeichnet sie dagegen schlicht als „schlechten Gelehrten“. 2014 begann der Archäologe Murray Cook vom Stirling Council ein Projekt, um den Broch von Livilands wiederzuentdecken, das 2016 zu einer Neu-Ausgrabung führte.

## Veröffentlichungen
- The Hill Forts Stone Circles and Others Structural Remains of Ancient Scotland. Edmonston and Douglas, 1875 books.google.co.uk
- Chips from Old Stones. Eigenveröffentlichung, 1881
- What Mean These Stones? D. Douglas, 1894; books.google.co.uk
- A Catalogue Raisonné of the British Museum Collection of Rubbings from Ancient Sculptured Stones. Edinburgh 1895